# Tre Valli Varesine 1938
La Tre Valli Varesine 1938, ventesima edizione della corsa, si svolse il 3 aprile 1938 su un percorso di 230 km con partenza e arrivo a Varese. Fu vinto dall'italiano Gino Bartali, che completò il percorso in 6h35'00" precedendo per distacco i connazionali Severino Canavesi e Secondo Magni. Conclusero la prova 73 dei 138 ciclisti al via.
Organizzata dalla S.C. Alfredo Binda, fu riservata a professionisti e indipendenti e valida come terza prova del Trofeo dell'Impero.

## Percorso
Partita da Varese, nella prima parte la corsa attraversò Gallarate (km 18), Sesto Calende, Angera (km 43), Cittiglio, Laveno Mombello e Luino, superando quindi la salita del Brinzio (via Rancio) e rientrando a Varese (km 105). Da qui si avviò verso Como, Ponte Chiasso (km 140), la salita di San Fermo della Battaglia, Olgiate Comasco (km 154), la salita di Viggiù e la discesa di Porto Ceresio (km 179). Giunta a Ponte Tresa (km 190), affrontò la salita di Marchirolo riportando i ciclisti in Valcuvia; da qui, via Cittiglio (km 213) e superata l'ultima asperità di giornata, il sasso di Gavirate, la corsa si concluse a Varese dopo 230 km.

## Ordine d'arrivo (Top 10)
| Pos. | Corridore         | Squadra    | Tempo    |
| ---- | ----------------- | ---------- | -------- |
| 1    | Gino Bartali      | Legnano    | 6h35'00" |
| 2    | Severino Canavesi | Gloria     | a 10"    |
| 3    | Secondo Magni     | S.C. Binda | a 3'14"  |
| 4    | Cesare Del Cancia | Ganna      | s.t.     |
| 5    | Enrico Mollo      | Fréjus     | a 3'31"  |
| 6    | Pierino Favalli   | Legnano    | a 4'01"  |
| 7    | Osvaldo Bailo     | Bianchi    | s.t.     |
| 8    | Olimpio Bizzi     | Fréjus     | s.t.     |
| 9    | Pietro Chiappini  | Dop. MATER | s.t.     |
| 10   | Luigi Macchi      | S.C. Binda | s.t.     |